# Jacob City
Jacob City est une ville américaine située dans le comté de Jackson en Floride.

## Démographie
| 1990 | 2000 | 2010 | - | - | - |
| ---- | ---- | ---- | - | - | - |
| 261  | 281  | 250  | - | - | - |

Selon le recensement de 2010, Jacob City compte 250 habitants. La municipalité s'étend sur 3,21 milles carrés (8,31 km2), dont 3,04 milles carrés (7,87 km2) de terres.